# Peruvasz (isten)
Peruvasz (Pe-ru-u-u̯a(-aš), azaz Peruwa, vagy Pi-ir-u̯a, Pirwa) a hettita mitológia egyik istene. Mítoszai és kultuszhelyei nem ismertek, az istenség funkciója és jellege homályos. Egyes szövegekben „királynő” néven említik, mégis feltételezik, hogy férfiisten volt. A név valószínűleg a hettita „szikla” jelentésű peru(na) szóból származik (vö: ógörögül: πετρος és latinul: petrus), néha Peruna vagy Piruna alakban is írták. Ez utóbbi névalak az Ullikummi-mítoszban szerepel. A hegyek és sziklacsúcsok szent jellegére utal az ÉNA4 ḫegur DPiru̯a kifejezés.
Szimbólumai általában lovakkal kapcsolatosak, valószínűleg a lovak istene. Emberalakban lóháton ábrázolták, szent állata a sas. A per- és tar- szótövek rokonsága, és az indoeurópai mitológiák Per- tövű mennydörgésistenei az időjárásistenekkel, mindenekelőtt Tarhuntasz viharistennel rokonítják. A késői korban kultusza összeolvadt a hurrita eredetű, szintén lovas harcosként ábrázolt Havuska tiszteletével, illetve részben a Viharisten vette át szerepét, akinek állandó jelzőjévé vált a DIM ḪUR.SAGḫa(-az)-zi, azaz a Hazzi Ura kifejezés.

## Külső hivatkozások
- Table of Gods
- Similar Gods